# Dekortykacja włókien
Dekortykacja to wydobywanie, do celów włókienniczych, roślinnych włókien łykowych wyłącznie (bez poddawania innym procesom, np. chemicznym, cieplnym, biologicznym) metodą mechaniczną, poprzez łamanie, miażdżenie i trzepanie łodyg, zwykle lnu, konopi, juty.
Dekortykator to maszyna służąca do tego celu.